# Tak Khunn Wang
 Tak Khunn Wang  (nacido el 13 de octubre de 1991) es un tenista profesional de Francia, nacido en la ciudad de París. 

## Carrera
Su mejor ranking individual es el N.º 365 alcanzado el 3 de febrero de 2014, mientras que en dobles logró la posición 637 el 31 de marzo de 2014.
No ha logrado hasta el momento títulos de la categoría ATP ni de la ATP Challenger Tour, aunque sí ha obtenido varios títulos Futures tanto en individuales como en dobles.